# Ewald Tauer
Ewald Tauer (* 8. Juni 1941 in München; † November 2017 ebenda) war ein deutscher Ringer. Er war Gewinner der Bronzemedaille bei der Weltmeisterschaft 1962 im freien Stil im Federgewicht.

## Werdegang
Ewald Tauer wuchs in München auf. Er entstammt einer Ringerfamilie, denn schon sein Vater Ewald Tauer sen. war 1943 deutscher Meister im freien Stil im Weltergewicht geworden. Wie der Vater startete er für den ESV Sportfreunde Neuaubing, einem Münchner Sportverein und wurde schon mit 14 Jahren 1955 deutscher Jugendmeister im freien Stil in der Klasse bis 40 kg Körpergewicht, dem er 1959 in Schorndorf einen weiteren Sieg in der deutschen Jugendmeisterschaft im griech.-röm. Stil in der Klasse bis 57 kg Körpergewicht folgen ließ. Bereits 1960 gewann Tauer, der im Betrieb des Vaters seines Neuaubinger Mannschaftskameraden Gottlieb Neumair das Metzgerhandwerk erlernte, seinen ersten deutschen Meistertitel bei den Senioren im freien Stil im Bantamgewicht. Im griech.-röm. Stil wurde er im gleichen Jahr deutscher Vizemeister im Bantamgewicht hinter Heinz Heuser aus Dettingen.
Bei der gesamtdeutschen Olympiaausscheidung für die Spiele 1960 in Rom startete Ewald in beiden Stilarten. Während er im freien Stil den 2. Platz hinter Fred Kämmerer aus Halle (Saale) belegte, setzte er sich im griechisch-römischen Stil überraschenderweise gegen den WM-Dritten von 1958 Lothar Fischer aus Leuna und Heinz Heuser durch. Bei den Olympischen Spielen hielt er sich wacker, musste aber letztendlich seiner Unerfahrenheit auf der internationalen Ringermatte Tribut zollen und landete mit nur einem Sieg auf dem 13. Platz.
Seinen zweiten Einsatz bei einer internationalen Meisterschaft absolvierte Ewald bei der Weltmeisterschaft 1962 in Toledo/USA; er startete hier in beiden Stilarten im Federgewicht. Im freien Stil gelang ihm dabei der größte Erfolg seiner kurzen Laufbahn, denn er gewann die WM-Bronzemedaille. Auch im griech.-römischen Stil zeigte er gute Kämpfe und kam auf den 8. Platz.
In den nächsten Jahren gelang es Ewald Tauer nicht mehr, sich für internationale Meisterschaften zu qualifizieren. Ab 1965 startete er, obwohl erst 24 Jahre alt, nur mehr in Mannschaftskämpfen für seinen Verein „Sportfreunde“ Neuaubing.
Ewald Tauer starb im November 2017 und wurde am 30. November 2017 in München beigesetzt.

### Internationale Erfolge
(OS = Olympische Spiele, WM = Weltmeisterschaft, F = freier Stil, GR = griech.-röm. Stil, Ba = Bantamgewicht, Fe = Federgewicht, damals bis 57 kg bzw. 63 kg Körpergewicht)
- 1960, 13. Platz, OS in Rom, GR, Ba, mit einem Sieg über Jon Tveiten, Norwegen u. Niederlagen gegen Gilbert Dubier, Frankreich u. Michel Nakouzi, Libanon;

- 1962, 3. Platz, WM in Toledo/USA, F, Fe, mit einem Sieg über Alexander Geanta, Rumänien, einem Unentschieden gegen Stefanos Ioannidis, Griechenland u. trotz Niederlagen gegen Mohammad Khadem, Iran, Frederik Mattehus, Südafrika u. Osamu Watanabe, Japan;

- 1962, 8. Platz, WM in Toledo/USA, GR, Fe, mit Siegen über Hamid Mansoor Mustafa, Ägypten u. Hector Maldonado, Argentinien u. Niederlagen gegen Imre Polyák, Ungarn u. Iwan Iwanow, Bulgarien

### Länderkämpfe
- 1960, UdSSR gegen BRD, GR, Ba, Punktniederlage gegen Amari Egadse,
- 1960, UdSSR gegen BRD, GR, Ba, Punktniederlage gegen Boris Gurewitsch,
- 1960, UdSSR gegen BRD, GR, Ba, Punktniederlage gegen Wladlen Trostjanski,
- 1962, Polen gegen BRD, F, Fe, Punktniederlage gegen Zurawsky,
- 1962, Polen gegen BRD, F, Fe, Unentschieden gegen Najmarek,
- 1963, Schweden gegen BRD, GR, Fe, Punktniederlage gegen Olsson,
- 1963, Schweden gegen BRD, GR, Fe, Unentschieden gegen Lars Andersson,
- 1963, BRD gegen Schweiz, GR, Fe, Punktsieg über Sperisen

### Olympia-Qualifikations-Turniere
- 1960, 1. Platz, GR, Ba, vor Lothar Fischer (Ringer), Leuna, Heinz Heuser, Dettingen u. Heppner, Neubrandenburg,
- 1960, 2. Platz, F, Ba, hinter Fred Kämmerer, Halle u. vor Jürgen Reidel, Leipzig u. Klaus Scherer, Heusweiler

### Deutsche Meisterschaften
- 1960, 2. Platz, GR, Ba, hinter Heinz Heuser, Dettingen u. vor Klaus Scherer, Heusweiler,
- 1960, 1. Platz, F, Ba, vor Horst Derichs, Bonn u. Klaus Scherer,
- 1961, 2. Platz, F, Fe, hinter Fritz Schrader, Dortmund-Hörde u. vor Paul Piefel, Dortmund,
- 1962, 1. Platz, GR, Fe, vor Hans-Peter Bauer, Riegelsberg u. Eberhard Fonger, Krefeld,
- 1962, 2. Platz, F, Fe, hinter Franz Swoboda, Neuaubing u. vor Berthold Oßwald, Stuttgart-Münster,
- 1963, 3. Platz, GR, Fe, hinter Fritz Schrader u. Herbert Widmann, „Armin“ München,
- 1964, 2. Platz, GR, Fe, hinter Berthold Oßwald u. vor Fritz Schrader